# Saint-Aubin-du-Pavail

Saint-Aubin-du-Pavail este o comună în departamentul Ille-et-Vilaine, Franța. În 1 ianuarie 2018 avea o populație de 838 de locuitori.